# Southern Lord Records
Southern Lord é uma gravadora americana, fundada em 1998 por Greg Anderson e Stephen O'Malley, especializando em doom, sludge, drone e experimental metal. O nome do selo é uma referência a Satã. Esta é a casa de bandas seminais e amplamente aclamada como Pentagram, Goatsnake, Boris, Khanate, e Sunn O))), entre outras. Mais recentemente, o selo expandiu seu repertório para incluir projetos de um lado mais abstrato do gênero black metal, incluindo lançamentos por Twilight, Lurker of Chalice, Craft, Nortt, e Striborg. Stephen O'Malley criou aproximadamente 90% dos trabalhos de arte da gravadora.